# OTR-21 Tochka
OTR-21 Tochka (tiếng Nga: оперативно-тактический ракетный комплекс (ОТР) «Точка»; tiếng Anh: Tổ hợp tên lửa chiến dịch chiến thuật "Tochka", "Dấu chấm hết") là một tổ hợp tên lửa đạn đạo chiến thuật tầm ngắn của Liên Xô. Mã định danh GRAU là 9K79; tên định danh NATO là SS-21 Scarab. Tên lửa được vận chuyển và phóng đi trên xe mang phóng tự hành 9P129, tổ hợp này sử dụng hệ thống dẫn đường quán tính.
OTR-21 được triển khai tới Đông Đức vào năm 1981, để thay thế cho các tổ hợp tên lửa đạn đạo chiến thuật 9K52 Luna-M.

## Mô tả
OTR-21 là một tổ hợp phóng tên lửa cơ động, được thiết kế để triển khai cùng với các đơn vị chiến đấu khác trên chiến trường. Trong khi 9K52 Luna-M (FROG-7) có độ chính xác thấp, thì OTR-21 có độ chính xác cao hơn rất nhiều. Tên lửa có thể tấn công các mục tiêu chiến thuật của đối phương, chẳng hạn như các cơ sở hậu cần, cầu, cảng, nhà kho, bãi tập kết, sân bay... Đầu đạn phân mảnh có thể được thay thế bằng đầu đạn hạt nhân, hóa học hoặc sinh học. Động cơ nhiên liệu rắn giúp tên lửa dễ dàng bảo dưỡng và triển khai.
Các đơn vị OTR-21 thường được tổ chức thành các lữ đoàn. Mỗi lữ đoàn có 18 xe phóng; mỗi xe phóng mang 2 tới 3 tên lửa. Xe phóng có thể lội nước, vận tốc tối đa trên đường đạt 60 km/h (37 mph) và 8 km/h (5,0 mph) ở dưới nước. Xe có hệ thống bảo vệ NBC (sinh - hóa - hạt nhân). Tổ hợp được phát triển từ năm 1968, có 3 biến thể được chế tạo.

### Scarab A
Scarab A được đưa vào trang bị cho Lục quân Liên Xô vào năm 1975. Tên lửa có thể mang một trong ba kiểu đầu đạn:
- Đầu đạn liều nổ mạnh thông thường nặng 482 kg (1.063 lb).
- Đầu đạn phá mảnh (gây thương vong trong bán kính hơn 200 m (660 ft).
- Đầu đạn hạt nhân chiến thuật.

Tầm bắn tối thiểu là 15 km (9,3 mi), cực đại đạt 70 km (43 mi); sai số trúng đích (CEP) là khoảng 150 m (490 ft).

### Scarab B
Tổ hợp cải tiến Scarab B (Tochka-U) được trang bị năm 1989. Động cơ cải tiến tăng tầm bắn lên 120 km (75 mi). Sai số CEP giảm đáng kể, xuống còn 95 m (312 ft).

### Scarab C
Biến thể thứ ba Scarab C được phát triển vào thập niên 1990. Tầm bắn tăng lên 185 km (115 mi), và CEP giảm. Scarab C có trọng lượng 1.800 kg (4.000 lb).

### Biến thể khác
Cộng hòa Dân chủ Nhân dân Triều Tiên tự phát triển một biến thể có tên gọi KN-02 Toksa (Rắn lục). Toksa có tầm bắn 120–140 km, nó là tên lửa đạn đạo chính xác nhất trong kho tên lửa của Quân đội Nhân dân Triều Tiên cho đến nay. KN-02 sử dụng xe tải MAZ-630308-224 thay thế cho xe 9P129.

## Lịch sử hoạt động
- Năm 1994, chính quyền Yemen đã sử dụng tên lửa Tochka nhằm vào các lực lượng miền Nam trong cuộc Nội chiến Yemen 1994.
- Năm 1999, Nga đã sử dụng tên lửa Tochka trong Chiến tranh Chechnya lần thứ hai.[2]
- Ít nhất 15 tên lửa Tochka đã được triển khai bởi Nga từ ngày 8 đến 11 tháng 8 năm 2008 trong Chiến tranh Nam Ossetia 2008.[3]
- CNN đã báo cáo rằng ít nhất 1 tên lửa đã được sử dụng gần Donetsk trong Chiến tranh Donbass bởi Quân đội Ukraine và lực lượng li khai miền Đông được Nga hậu thuẫn. Barbara Starr của CNN đã đưa tin về việc sử dụng tên lửa đạn đạo ở miền Đông Ukraine vào ngày 29 tháng 7 năm 2021. "Tình báo Mỹ đã nhìn thấy thông qua hệ thống vệ tinh của mình Lực lượng Ukraine phóng tên lửa đạn đạo đất đối đất tầm ngắn từ các vị trí của Chính phủ Ukraine vào các khu do phe li khai chiếm đóng". Cô ấy nói "Điều này đã sảy ra trong 48 giờ qua. Đây là một yếu tố để thay đổi cuộc chơi".[4][5]

### Nội chiến Syria(2011- nay)
- Đầu năm 2014, Quân đội Syria đã bắn ít nhất một tên lửa Tochka vào các nhóm phiến quân trong Cuộc vây hãm Wadi al-Deif (gần Maarrat al-Nu'man, Idlib).
- Ngày 26 tháng 4 năm 2016, Quân đội Syria đã bắn một tên lửa Tochka vào trung tâm phòng ngự của phiến quân ở tây Aleppo.[6]
- Ngày 14 tháng 6 năm 2016, một tên lửa Tochka đã được bắn vào Quân đoàn Al-Rahman và Jaysh Al-Fustat ở tây Ghouta, giết chết một số binh sĩ.
- Ngày 20 tháng 3 năm 2018, Quân đội Syria đã bắn tên lửa Tochka về phía Hatay của Thổ Nhĩ Kỳ, tên lửa đã rơi ở biên giới huyện Yayladağı mà không gây ra thiệt hại nào.[7]
- Ngày 23 tháng 7 năm 2018, một tên lửa Tochka đã được bắn gần biên giới Isarel, được dự đoán rằng sẽ rơi xuống gần Biển hồ Galilee. Isarel đã phóng một tên lửa phòng không David's Sling, sau khoảng thời gian thì họ nhận ra rằng tên lửa sẽ rơi ở bên trong lãnh thổ Syria, do đó mà một tên lửa đánh chặn đã phát nổ trên bầu trời trong khi quả còn lại rơi bên trong lãnh thổ Syria.[8]
- Ngày 5 tháng 3 năm 2021, Quân đội Syria đã được báo cáo là đã phóng tên lửa KN-02 Toksa, một phiên bản sao chép của Triều Tiên vào một cơ sở dầu quan trọng ở Idlib, đang dưới quyền kiểm soát của các phiến quân nổi dậy được Thổ Nhĩ Kỳ hậu thuẫn[9]. Vụ nổ của tên lửa gần nhà máy đã làm bùng lên ngọn lửa và đã làm thương vong 11 người [10]

### Nội chiến Yemen (2014 - nay)
- Ngày 4 tháng 9 năm 2015, lực lượng Houthi đã bắn một tên lửa Tochka vào căn cứ Safir ở Marib, giết chết hơn 100 người.[11]
- Ngày 14 tháng 12 năm 2015, lực lượng Houthi đã bắn một tên lửa Tochka vào căn cứ ở Bab-el-Mandeb giết chết hơn 150 người.[12]
- Vào ngày 16 và 31 tháng 1 năm 2016, lực lượng Houthi đã bắn tên lửa Tochka vào Marib và Lahj làm thương vong hơn 200 người.[13][14]

### Chiến tranh Nagorno - Karabakh 2020
- Azerbaijan nói rằng đã bắn tên lửa Tochka-U vào lãnh thổ Armenia trong Chiến tranh Nagorno-Karabakh 2020. Armenia đã phủ nhận thông tin này.[15]

### Cuộc tấn công của Nga vào Ukraine 2022
- Ngày 24 tháng 2 năm 2022, lực lượng Ukraine đã thực hiện một cuộc tấn công bằng tên lửa vào sân bay Millerovo ở Rostov Oblast, sử dụng hai tên lửa Tochka-U nhằm đáp trả cho cuộc tấn công của Nga vào Ukraina và nhằm ngăn chặn các cuộc không kích của Không quân Nga nhắm vào Ukraine.[16] Cuộc tấn công đã làm 1 chiếc Su-30SM bị phá hủy.[17]
- Ngày 24 tháng 2 năm 2022, phía Ukraine cáo buộc Nga đã phóng một tên lửa Tochka đánh trúng gần một bệnh viện ở Vuhledar, Donetsk, giết chết 4 dân thường và làm bị thương 10 người. Phía Nga phủ nhận và tuyên bố Quân đội Nga đã ngừng sử dụng loại tên lửa này từ mấy năm trước, quả tên lửa là do Ukraine tự phóng ra rồi đổ lỗi cho Nga. Tổ chức Ân xá Quốc tế đã xác nhận rằng bệnh viện này không phải là một mục tiêu quân sự.[18]
- Ngày 14 tháng 3 năm 2022, Nga và nước Cộng hòa Nhân dân Donetsk tự xưng đã cáo buộc Ukraine thực hiện một vụ phóng tên lửa ở Donetsk làm chết 23 dân thường.[19] Các khu nhà ở đây đã được Ukraine giả định là doanh trại của các lực lượng li khai.
- Ngày 19 tháng 3 năm 2022, Nga nói rằng đã bắn hạ một tên lửa Tochka của Ukraine gần Berdyansk.[20]
- Ngày 24 tháng 2 năm 2022, tàu đổ bộ Saratov thuộc lớp Alligator (tiếng Nga: Аллигатор) của Hạm đội Biển Đen Nga đang neo đậu tại cảng Berdyansk đã bốc cháy và bị chìm. Dường như con tàu đã bị trúng tên lửa Tochka-U được phía Ukraine phóng ra.[21]
- Ngày 28 tháng 4 năm 2022, một nhà ga xe lửa ở Kramatorsk thuộc quyền kiểm soát của Ukraine đã bị tấn công bởi hai tên lửa Tochka-U. Vụ tấn công đã giết chết ít nhất 52 dân thường và làm bị thương ít nhất 87 người. Phía Ukraine và Nga cùng đổ lỗi cho nhau trong vụ tấn công này.

## Quốc gia sử dụng

### Quốc gia hiện vẫn đang sử dụng
Armenia3 xe phóng với 24 tên lửa của tổ hợp Tochka-U
 Azerbaijan12 xe phóng Tochka-U
 Belarus36 
 Bulgaria18 xe phóng với 21 tên lửa (Scarab-A)
 Kazakhstan12
 CHDCND Triều TiênSử dụng phiên bản KN-02 Toksa
 NgaTính tới năm 2019, Nga đang có 24 xe phóng. Hệ thống tên lửa của Nga đã được nâng cấp kể từ năm 2004  và đã được lên kế hoạch thay thế bởi tên lửa 9K720 Iskander. Lữ đoàn tên lửa 448, lữ đoàn tên lửa cuối cùng của Nga còn vận hành tên lửa Tochka đã được tái trang bị với tên lửa 9K720 Iskander, chính thức chấm dứt thời kì vận hành của loại tên lửa này trong Quân đội Nga. Tuy nhiên, một vài hệ thống vẫn được sử dụng ở bãi thử tên lửa Kapustin Yar. Các báo cáo mới của Nga và các thước phim trên mạng xã hội cho thấy Nga vẫn trưng bày tên lửa Tochka ở các sự kiện năm 2021, bao gồm cả cuộc duyệt binh Ngày Chiến thắng. Trong Cuộc tấn công của Nga vào Ukraine 2022, đã có giả thuyết rằng các xe phóng Tochka-U đã được đưa trở lại hoạt động, nhưng điều này đã bị bác bỏ bởi Nga. Tổ chức Ân xá Quốc tế và một số chuyên gia quân sự báo cáo về việc Nga đã sử dụng tên lửa Tochka trong cuộc tấn công vào Kramatorsk. Hơn nữa, một vài video đã cho thấy các tên lửa Tochka được vận chuyển trên xe tải từ Belarus đến Ukraine được sơn kí tự "V" vào ngày 5 và 30 tháng 3. Thêm vào đó, Viện nghiên cứu chiến tranh cũng nói rằng Tập đoàn quân Cận vệ hỗn hợp số 8 hoạt động ở khu vực Donbas được trang bị tên lửa Tochka-U.
 UkrainaTheo Bộ Quốc phòng Nga, tính tới tháng 4 năm 2022, Ukraine hiện đang vận hành 38-90 xe phóng và vài trăm tên lửa Tochka. Trung tâm Nghiên cứu Chiến lược và Quốc tế nói rằng Ukraine đang sỡ hửu 500 tên lửa loại này vào năm 2022. Mặt khác, theo Globalsecurity, Ukraine đang sở hữu 90 xe phóng Tochka-U vào năm 2022, bằng với số lượng năm 1995.
 SyriaVận hành không rõ số lượng phiên bản KN-02 Toksa của Triều Tiên. Vào tháng 2 năm 2017, theo báo cáo của Fox, Mỹ đã chính thức xác nhận rằng Nga đã chuyển 50 tên lửa Tochka-U đến Syria. Phát ngôn viên Điện Kremlin Dimitry S. Peskov nói rằng Nga không hề có những thông tin này, và Bộ quốc phòng Nga đã phủ nhận điều này.
 YemenKhông rõ số lượng.

### Quốc gia từng sử dụng
Tiệp KhắcChuyển giao cho Cộng hòa Séc và Slovakia.
 Cộng hòa SécTiếp nhận từ Tiêp Khắc, đã loại biên.
 Ba Lan4 hệ thống, đã loại biên năm 2005 vì thiếu phụ tùng.
 SlovakiaTiếp nhận một số lượng nhỏ từ Tiệp Khắc, đã loại biên toàn bộ.
 Liên XôChuyển giao cho nước cộng hòa thừa kế.
 Đông Đức
Chuyển giao cho CHLB Đức sau khi Đông Đức sáp nhập vào Tây Đức năm 1991.